# Văn An (phường)
Văn An là một phường thuộc thành phố Chí Linh, tỉnh Hải Dương, Việt Nam.

## Địa lý
Phường Văn An nằm ở phía tây nam thành phố Chí Linh, có vị trí địa lý:
- Phía đông giáp các phường Chí Minh, Cộng Hòa và Sao Đỏ
- Phía tây giáp phường Cổ Thành và phường Phả Lại
- Phía nam giáp huyện Nam Sách và phường Tân Dân
- Phía bắc giáp xã Lê Lợi.

Phường Văn An có diện tích 14,38 km², dân số năm 2010 là 9.040 người, mật độ dân số đạt 629 người/km².

## Lịch sử
Sau năm 1975, Văn An là một xã thuộc huyện Chí Linh.
Ngày 12 tháng 2 năm 2010, Chính phủ ban hành Nghị quyết 09/NQ-CP thành lập phường Văn An thuộc thị xã Chí Linh trên cơ sở toàn bộ diện tích và dân số của xã Văn An.
Ngày 10 tháng 1 năm 2019, Ủy ban Thường vụ Quốc hội ban hành Nghị quyết 623/NQ-UBTVQH14 thành lập thành phố Chí Linh trên cơ sở toàn bộ diện tích và dân số của thị xã Chí Linh. Phường Văn An thuộc thành phố Chí Linh như hiện nay.

## Hành chính
Phường Văn An được chia thành 10 khu dân cư: Hữu Lộc, Kiệt Đông, Kiệt Đoài, Kinh Trung, Kỳ, Thượng, Trại Sen, Trại Thượng, Tường.